# Herb Osiecznej
Herb Osiecznej – jeden z symboli miasta Osieczna i gminy Osieczna w postaci herbu. Wizerunek herbowy pochodzi z XIV wieku.

## Wygląd i symbolika
Herb przedstawia w złotym polu tarczy czerwoną głowę jelenia.
Herb nawiązuje do herbu szlacheckiego Napiwon, którym pieczętował się Wojsław Borek – założyciel miasta.